# Autovía A-6
Die Autovía A-6 oder Autovía del Noroeste ist eine Autobahn in Spanien und Teil der Europastraße 70. Die Autobahn beginnt in Madrid und endet in Arteixo.

## Streckenverlauf

### Abschnitte
| Position | Kurzbezeichnung des Abschnitts | Abschnitt                                                                   | km   | Eröffnung |
| -------- | ------------------------------ | --------------------------------------------------------------------------- | ---- | --- |
| 1        |                                | Madrid Plaza de la Moncloa – Puerta de Hierro – M-30                        | 2,9  | 2 Fahrbahnen pro Richtung (1932, als Allee) 3 Fahrbahnen pro Richtung (1968, Aufstieg zu Autovia) Nudo Puerta de Hierro (1972) 1. Busspur Puerta de Hierro-Cardenal Cisneros (1994) Modernisierung Puerta de Hierro (1965) 4 Fahrbahnen pro Richtung (Einfahrt Madrid) 2. Busspur (2005) |
| 2        |                                | Puerta de Hierro M-30-Las Rozas de Madrid                                   | 10,8 | 2 Fahrbahnen pro Richtung (1953) 3 Fahrbahnen pro Richtung (1966) 2 Busspuren (1994) |
| 3        |                                | Variante Las Rozas de Madrid                                                |      | Genehmigung ausstehend |
| 4        |                                | Las Rozas de Madrid-Collado Villalba-Alto del Caloco                        | 18   | 2 Fahrbahnen pro Richtung (1967) 3 Fahrbahnen pro Richtung (1994) 4 Fahrbahnen pro Richtung (2005) |
| 5        | AP-6                           | Collado Villalba-Alto del Caloco                                            | 29   | 2 Fahrbahnen pro Richtung (1972) 4 Fahrbahnen pro Richtung (2006, Abschnitt: Villalba-Guadarrama) 3 Fahrbahnen pro Richtung (2007, Abschnitt: Guadarrama-San Rafae) 3 Fahrbahnen pro Richtung 2013 (Abschnitt: San Rafael-Villacastín)                                                   |
| 6        | AP-6                           | Guadarrama (1. Tunnel)                                                      | 2,87 | 1963 |
| 7        | AP-6                           | Guadarrama (2. Tunnel)                                                      | 3,3  | 1972 |
| 8        | AP-6                           | Guadarrama (3. Tunnel)                                                      | 3,15 | 2007 |
| 9        | AP-6                           | Alto del Caloco-Villacastín                                                 | 12   | 2 Fahrbahnen pro Richtung (1973) 3 Fahrbahnen pro Richtung (2013 Abschnitt: San Rafael-Villacastín) |
| 10       | AP-6                           | Villacastín-Adanero                                                         | 30   | 1976 |
| 11       |                                | Adanero-Ataquines                                                           | 30,4 | 1990 |
| 12       |                                | Ataquines-Medina del Campo                                                  | 15,3 | 1990 |
| 13       |                                | Variante Medina del Campo                                                   | 7,7  | 1991 |
| 14       |                                | Medina del Campo-Tordesillas (südost)                                       | 17,4 | 1990 |
| 15       |                                | Variante Tordesillas                                                        | 7    | 1990 |
| 16       |                                | Tordesillas (nordost)-Mota del Marqués                                      | 17,1 | 1991 |
| 17       |                                | Mota del Marqués-Villardefrades                                             | 15,6 | 1991 |
| 18       |                                | Villardefrades-Villalpando                                                  | 17,5 | 1991 |
| 19       |                                | Villalpando-Castrogonzalo                                                   | 19,1 | 1992 |
| 20       |                                | Castrogonzalo-Benavente                                                     | 6,5  | 1993 |
| 21       |                                | Benavente-La Bañeza                                                         | 39   | 1998 |
| 22       |                                | La Bañeza-Astorga                                                           | 23,1 | 1998 |
| 23       |                                | Astorga-Manzanal del Puerto                                                 | 22,9 | 1998 |
| 24       |                                | Manzanal del Puerto-Bembibre                                                | 17   | 1999 |
| 25       |                                | Bembibre-Villafranca del Bierzo                                             | 27   | 1998 |
| 26       |                                | Villafranca del Bierzo-Ambasmestas (oder: Villafranca del Bierzo-Trabadelo) | 7,6  | 2001 |
| 27       |                                | Villafranca del Bierzo-Ambasmestas (oder: Trabadelo-Ambasmestas)            | 8    | 2002 |
| 28       |                                | Ambasmestas-Castro-Lamas                                                    | 8,5  | 2001 |
| 29       |                                | Castro-Lamas-Noceda                                                         | 8,1  | 2001 |
| 30       |                                | Noceda-Pedrafita do Cebreiro (ost)                                          | 2,1  | 2001 |
| 31       |                                | Pedrafita do Cebreiro (Tunnel)                                              | 2,6  | 2001 |
| 32       |                                | Pedrafita do Cebreiro (west)-Becerreá                                       | 6,6  | 2001 |
| 33       |                                | Agueira-Cereixal (oder Agueira-Becerreá)                                    | 13   | 1999 |
| 34       |                                | Agueira-Cereixal (oder Becerreá-Cereixal)                                   | 4    | 2001 |
| 35       |                                | Cereixal-Baralla                                                            | 10   | 1998 |
| 36       |                                | Baralla-Nadela                                                              | 21,8 | 1997 |
| 37       |                                | Nadela-Ceao                                                                 | 14   | 1996 |
| 38       |                                | Ceao-Otero de Rey                                                           | 6,6  | 1996 (1. Abschnitt) 1997 (2. Abschnitt) |
| 39       |                                | Otero de Rey-Santiago de Baamonde                                           | 15,7 | 1997 |
| 40       |                                | Santiago de Baamonde-Montesalgueiro                                         | 25,9 | 1996 |
| 41       |                                | Montesalgueiro-AP-9 (oder Montesalgueiro-Coirós)                            | 11   | 1995 |
| 42       |                                | Montesalgueiro-AP-9 (oder Coirós-AP-9)                                      | 8,8  | 1996 |
| 43       |                                | AP-9-Arteixo AG-55                                                          | 22,4 | 1996 |

### Streckenführung
| Position | km          | Richtung (Galicien)                                                      | Richtung (Madrid)                                                  | Anschluss an                           |
| -------- | ----------- | ------------------------------------------------------------------------ | ------------------------------------------------------------------ | -------------------------------------- |
| 1        |             | AP-6                                                                     | weiter in Richtung Madrid via AP-6                                 | AP-6                                   |
| 2        | 110         |                                                                          | Adanero-Madrid                                                     | N-VI                                   |
| 3        |             | vía de Servicio                                                          | vía de Servicio                                                    |                                        |
| 4        | 112         | Ávila-Olmedo                                                             | Ávila-Olmedo                                                       | N-403                                  |
| 5        | 114         | Gutierre-Muñoz – Martín Muñoz de las Posadas                             | Gutierre-Muñoz – Martín Muñoz de las Posadas                       |                                        |
| 6        | 117         | Orbita                                                                   | Vía de Servicio Orbita                                             |                                        |
| 7        | 119         | via de servicio Espinosa de los Caballeros                               | Espinosa de los Caballeros                                         |                                        |
| 8        |             | via de Servicio                                                          |                                                                    |                                        |
| 10       | 124         | via de servicio Arévalo-Segovia-San Cristóbal de la Vega Vía de Servicio | via de servicio Arévalo-San Cristóbal de la Vega-Vía de Servicio   |                                        |
| 11       | km. 124     | Provinz Segovia                                                          | Provinz Ávila                                                      |                                        |
| 12       | 126         |                                                                          | Martín Muñoz de la Dehesa                                          |                                        |
| 13       | km. 126     | Provinz Ávila                                                            | Provinz Segovia                                                    |                                        |
| 14       | 129         | Arévalo                                                                  | zona de servicios Arévalo                                          |                                        |
| 14       |             | área de descanso                                                         | área de descanso                                                   |                                        |
| 15       | 134         | Palacios de Goda                                                         | Palacios de Goda                                                   |                                        |
| 16       |             |                                                                          | via de Servicio                                                    |                                        |
| 17       | km. 137     | Provinz Valladolid                                                       | Provinz Ávila                                                      |                                        |
| 18       | 138         | Honquiliana San Pablo de la Moraleja                                     | Honquiliana<bt />San Pablo de la Moraleja                          |                                        |
| 19       | 141         | via de servico Ataquines-Segovia-Olmedo                                  | via de servicio Ataquines-Segovia-Olmedo                           |                                        |
| 20       | 147         | via de servico San Vicente del Palacio                                   | San Vicente del Palacio                                            |                                        |
| 21       | 149         | Gomeznarro-Ramiro                                                        | Gomeznarro-Ramiro                                                  |                                        |
| 22       |             | via de Servicio                                                          |                                                                    |                                        |
| 23       | 156         | Medina del Campo                                                         | Medina del Campo                                                   |                                        |
| 24       | 157         | Medina del Campo Olmedo                                                  | Medina del Campo Olmedo                                            | CL-602                                 |
| 25       | 160         | Medina del Campo La Seca                                                 | Medina del Campo La Seca                                           | CL-610                                 |
| 26       | 161         | Medina del Campo                                                         | Medina del Campo                                                   |                                        |
| 27       | 165         | Vía de Servicio camino de servicio                                       | Vía de Servicio camino de servicio                                 |                                        |
| 28       | 170         | zona de servicio Rueda (süd)-Nava del Rey                                | Rueda (süd)                                                        |                                        |
| 29       | 172         | Rueda (nord)                                                             | zona de servicio Rueda (nord)-Nava del Rey                         |                                        |
| 30       | 175         | via de servicio Foncastín-La Seca                                        | via de servicio Foncastín-La Seca                                  |                                        |
| 31       | 179         | Tordesillas (süd) Naturschutzgebiet                                      | Tordesillas (süd) Naturschutzgebiet                                |                                        |
| 32       | 181         | Valladolid-Burgos                                                        | Valladolid-Burgos                                                  | Europastraße 80 A-62                   |
| 33       | 184         | Tordesillas Salamanca Zamora                                             | Tordesillas Salamanca Zamora                                       | Europastraße 80 A-62 E-82 Autovía A-11 |
| 34       | 186         | Tordesillas                                                              |                                                                    |                                        |
| 34       | 186         | Vía de Servicio Villavieja del Cerro                                     | Villavieja del Cerro                                               |                                        |
| 35       | 189         | Bercero-Villalar de los Comuneros                                        | Bercero-Villalar de los Comuneros                                  |                                        |
| 36       |             |                                                                          | via de Servicio                                                    |                                        |
| 37       | 195         | Vega de Valdetronco                                                      |                                                                    |                                        |
| 38       | 196         | zona de servicios Vega de Valdetronco-Marzales                           | zona de servicios Vega de Valdetronco-Marzales                     |                                        |
| 39       |             | Área de Servicio de Mota del Marqués (in Planung)                        |                                                                    |                                        |
| 39       | 201         | via de servico Mota del Marqués                                          |                                                                    |                                        |
| 40       | 203         | zona de servicios Mota del Marqués-Villalbarba                           | zona de servicios Mota del Marqués-Villalbarba                     |                                        |
| 41       | 209         | Tiedra-San Cebrián de Mazote                                             | Tiedra-San Cebrián de Mazote                                       |                                        |
| 42       | 211         | Urueña Vía de Servicio                                                   | Urueña Vía de Servicio                                             |                                        |
| 43       |             | área de descanso                                                         | área de descanso                                                   |                                        |
| 43       | 215         | via de servicio Villardefrades                                           |                                                                    |                                        |
| 44       | 216         | Medina de Rioseco-Toro                                                   | Medina de Rioseco-Toro                                             |                                        |
| 45       | 217         |                                                                          | via de servicio Villardefrades                                     |                                        |
| 46       | 221         | Villanueva de los Caballeros-San Pedro de Latarce                        | Villanueva de los Caballeros-San Pedro de Latarce                  |                                        |
| 47       |             | via de Servicio                                                          | via de Servicio                                                    |                                        |
| 48       | km. 225     | Provinz Zamora                                                           | Provinz Valladolid                                                 |                                        |
| 49       | 226         | Cotanes del Monte                                                        | Cotanes del Monte                                                  |                                        |
| 50       |             | área de descanso                                                         |                                                                    |                                        |
| 43       |             | Vía de Servicio                                                          | Vía de Servicio                                                    |                                        |
| 51       | 234         | Vía de Servicio Villalpando-Villafáfila                                  |                                                                    |                                        |
| 52       | 236         | Vía de Servicio Zamora-Palencia                                          | Zamora-Palencia                                                    |                                        |
| 53       | 239         |                                                                          | vía de Servicio Villalpando-Villafáfila                            |                                        |
| 54       | 243         | Cerecinos de Campos                                                      |                                                                    |                                        |
| 54       | 245         |                                                                          | Cerecinos de Campos                                                |                                        |
| 54       |             | via de servicio                                                          | via de servicio                                                    |                                        |
| 55       | 251         | via de servicio Villalobos-San Esteban del Molar                         | via de servicio Villalobos-San Esteban del Molar                   |                                        |
| 56       | 255         | Paradores de Castrogonzalo-Palencia-Zamora                               |                                                                    | A-66                                   |
| 57       | 257         |                                                                          | Paradores de Castrogonzalo-Palencia-Zamora                         | N-630 N-610                            |
| 58       | 259         | via de servicio Benavente (Süd) Santa Cristina de la Polvorosa           | Benavente (Süd) Santa Cristina de la Polvorosa                     | N-525                                  |
| 59       | 261-262     | Benavente (Zamora) centro logístico CyLoG                                | via de servicio Benavente (Zamora) centro logístico CyLoG León     | N-630                                  |
| 60       | 264         | vía de servicio San Cristóbal de Entreviñas                              | Benavente                                                          | N-630                                  |
| 61       | 266         | vía de servicio Benavente-Villabrázaro                                   | vía de servicio Benavente-Villabrázaro                             |                                        |
| 62       | 267 268-269 | León Oviedo Gijón-Ourense-Vigo                                           | León Oviedo Ourense-Vigo                                           | A-66 A-52                              |
| 63       |             | Área de Servicio de La Torre del Valle                                   | Área de Servicio de La Torre del Valle                             |                                        |
| 64       | 277         | vía de servicio Pobladura del Valle Alija del Infantado                  | vía de servicio Pobladura del Valle                                | LE-114                                 |
| 65       | km. 277     | Provinz León                                                             | Provinz Zamora                                                     |                                        |
| 66       | 280         | Alija del Infantado                                                      |                                                                    | LE-1114                                |
| 67       | 292         | via de servicio Valcabado del Páramo                                     | via de servicio Valcabado del Páramo                               |                                        |
| 68       | 298         | via de servicio La Bañeza                                                | via de servicio La Bañeza                                          |                                        |
| 69       | 303         | via de servicio La Bañeza-Puebla de Sanabria                             | via de servicio La Bañeza-Puebla de Sanabria                       | LE-125                                 |
| 70       | 306         | via de servicio La Bañeza-Palacios de la Valduerna                       | via de servicio La Bañeza-Palacios de la Valduerna                 | N-VI                                   |
| 71       | 314         | via de servicio Riego de la Vega-Toralino de la Vega                     | via de servicio Riego de la Vega-Toralino de la Vega               | N-VI                                   |
| 72       | 318         | Valderrey                                                                | via de servicio Valderrey                                          | N-VI                                   |
| 73       | 323-324     | via de servicio Astorga León Flughafen León                              | via de servicio Astorga León (Zoll) Flughafen León                 | N-VI N-120 AP-71                       |
| 74       | 326         | via de servicio Astorga Val de San Lorenzo Morales del Arcediano         | via de servicio Astorga Val de San Lorenzo Morales del Arcediano   | N-VI                                   |
| 75       | 329-330     | via de servicio Astorga                                                  | via de servicio Astorga                                            | N-VI                                   |
| 76       | 333-334     | via de servicio Brazuelo-Pradorrey                                       | via de servicio Brazuelo-Pradorrey                                 |                                        |
| 77       | 339-340     | Combarros                                                                | via de servicio Combarros                                          |                                        |
| 78       | 347-349     | via de servicio Manzanal del Puerto                                      | via de servicio Manzanal del Puerto                                |                                        |
| 79       | 350-351     | via de servicio Torre del Bierzo-Brañuelas                               | via de servicio Torre del Bierzo-Brañuelas                         |                                        |
| 80       | 360-361     | La Ribera de Folgoso-Albares de la Ribera                                | La Ribera de Folgoso-Albares de la Ribera                          |                                        |
| 81       | 364-366     | Bembibre Torre del Bierzo                                                | Bembibre Torre del Bierzo                                          |                                        |
| 83       | 371-372     | vía de servicio Bembibre-Toreno                                          | vía de servicio Bembibre-Toreno                                    |                                        |
| 84       | 376-378     | San Miguel de las Dueñas-Almázcara-Congosto                              | vía de servicio San Miguel de las Dueñas-Almázcara-Congosto        | N-VI                                   |
| 85       | 382-383     | Ponferrada (ost) Krankenhaus Industriegebiet Bierzo                      | Ponferrada (ost)                                                   | N-VI                                   |
| 86       | 387         | Ponferrada (nord) Villablino Fabero                                      | Ponferrada (nord) Villablino Fabero                                | N-VI CL-631 LE-711                     |
| 87       |             | Área de Servicio de Ponferrada                                           | Área de Servicio de Ponferrada                                     |                                        |
| 88       | 394         | via de servicio Camponaraya-Cacabelos                                    | via de servicio Camponaraya-Cacabelos                              |                                        |
| 89       | 399         | Carracedelo Krankenhaus von Bierzo Polígono industrial del Bierzo        | Carracedelo Krankenhaus von Bierzo Polígono industrial del Bierzo  | N-VI                                   |
| 90       | 400         | Toral de los Vados-El Barco de Valdeorras-Ourense                        |                                                                    | N-120                                  |
| 91       | 405         |                                                                          | Toral de los Vados-El Barco de Valdeorras-Ourense                  | N-120                                  |
| 92       | 407         | Villafranca del Bierzo-Corullón-Cacabelos                                | Villafranca del Bierzo-Corullón-Cacabelos                          | N-VI                                   |
| 93       |             | Villafranca del Bierzo (Tunnel) Länge: 555 m                             | Villafranca del Bierzo (Tunnel) Länge: 555 m                       |                                        |
| 94       |             | Trabadelo (Tunnel) Länge: 233 m                                          | Trabadelo (Tunnel) Länge: 233 m                                    |                                        |
| 95       | 415         | vía de servicio Trabadelo-Pereje                                         | vía de servicio Trabadelo-Pereje                                   | N-VI                                   |
| 96       |             | La Escrita (Tunnel) Länge: 150 m                                         | La Escrita (Tunnel) Länge: 150 m                                   |                                        |
| 97       | 419-420     | vía de servicio La Portela-Vega de Valcarce-Balboa                       | vía de servicio La Portela-Vega de Valcarce-Balboa                 | N-VI                                   |
| 98       | km. 431     | Galicien Provinz Lugo                                                    | Kastilien und León Provinz León                                    |                                        |
| 99       |             | Puerto de Piedrafita del Cebreiro (1099 m)                               | Puerto de Piedrafita del Cebreiro (1099 m)                         |                                        |
| 100      | 431         | via de servicio area de servicio Pedrafita do Cebreiro                   |                                                                    | N-VI                                   |
| 101      |             | Pedrafita do Cebreiro (Tunnel) Länge:865 m                               | Pedrafita do Cebreiro (Tunnel) Länge: 865 m                        |                                        |
| 102      | 432         |                                                                          | via de servicio Pedrafita do Cebreiro                              | N-VI                                   |
| 103      |             | Simon Petrus (Tunnel) Länge:280 m                                        | Simon Petrus (Tunnel) Länge:280 m                                  |                                        |
| 104      | 438         | Doncos Noceda                                                            | Doncos Noceda                                                      | N-VI                                   |
| 105      |             | Doncos (Tunnel) Länge: 680 m                                             | Doncos (Tunnel) Länge: 680 m                                       |                                        |
| 106      | 444         | As Nogais                                                                | As Nogais                                                          | N-VI                                   |
| 107      | 451         | via de servicio Becerreá Navia de Suarna-Miguel de Cervantes             | via de servicio Becerreá Navia de Suarna-Miguel de Cervantes       | N-VI LU-722                            |
| 108      |             | Cereixal (Tunnel) Länge: 800 m                                           | Cereixal (Tunnel) Länge: 800 m                                     |                                        |
| 109      | 456         | area de decanso Becerreá-Cereixal                                        | Becerreá-Cereixal                                                  | N-VI                                   |
| 110      | 461         | Neira de Rei-Baleira                                                     | Neira de Rei-Baleira                                               | LU-710                                 |
| 111      |             | Neira de Jusá (Tunnel) Länge:162 m                                       | Neira de Jusá (Tunnel) Länge:162 m                                 |                                        |
| 112      | 469         | via de servicio Sobrado-Baralla                                          | via de servicio Sobrado-Baralla                                    | N-VI                                   |
| 112      |             |                                                                          | area de decanso                                                    | N-VI                                   |
| 113      | 479         | via de servicio Corgo-Castroverde                                        | via de servicio Corgo-Castroverde                                  | N-VI                                   |
| 114      |             | Área de Servicio de O Corgo                                              | Área de Servicio de O Corgo                                        |                                        |
| 115      | 488         | Ourense-Santiago de Compostela Lugo (Süd) Sarria-Monforte de Lemos       | Ourense-Santiago de Compostela Lugo (Süd) Sarria-Monforte de Lemos | A-54 LU-II CO 2.2 N-VI LU-546          |
| 116      | 493         | Lugo-A Fonsagrada                                                        | Lugo-A Fonsagrada                                                  | LU-530                                 |
| 117      | 497         | via de servicio Oviedo-Lugo (ost)-Ribadeo                                | via de servicio Oviedo-Lugo (ost)-Ribadeo                          | N-640                                  |
| 118      | 500         | Industriegebiet Lugo (nord)                                              | Industriegebiet Lugo (nord) Ourense                                | N-VI N-540                             |
| 119      | 507         | Castro de Rey-Otero de Rey                                               | Castro de Rey-Otero de Rey                                         |                                        |
| 120      | 510         | vía de servicio Rábade-Vilalba-Cospeito                                  | vía de servicio Rábade-Vilalba-Cospeito                            | N-VI LU-541 LU-111                     |
| 121      | 517         | Begonte                                                                  | Begonte                                                            |                                        |
| 122      | 522 A       | Vilalba-Ferrol-Oviedo                                                    | Vilalba-Oviedo                                                     | Europastraße 70 AP-8                   |
| 123      | 522 B       | via de servicio Santiago de Baamonde Vilalba                             | via de servicio Santiago de Baamonde Vilalba                       | N-634                                  |
| 124      | 529         | via de servicio Parga                                                    | via de servicio Parga                                              | LU-170                                 |
| 125      | 535         | via de servicio Guitiriz                                                 | via de servicio Guitiriz                                           | N-VI                                   |
| 126      |             | Área de Servicio de Guitiriz                                             | Área de Servicio de Guitiriz                                       |                                        |
| 127      | 540         | Santiago de Compostela                                                   | Santiago de Compostela                                             | N-634                                  |
| 128      | km. 540     | Provinz A Coruña                                                         | Provinz Lugo                                                       |                                        |
| 129      | 549         | via de servicio Montesalgueiro-Aranga Irixoa                             | via de servicio Montesalgueiro-Aranga Irixoa                       | N-VI AC-151                            |
| 130      |             | Área de Servicio de Coirós                                               | Área de Servicio de Coirós                                         |                                        |
| 131      | 560         | Coirós-Betanzos                                                          | Coirós-Betanzos                                                    | N-VI                                   |
| 131      | 560         | area de decanso                                                          | area de decanso                                                    | N-VI                                   |
| 132      | 565         | Oza-Cesuras Curtis                                                       | Oza-Cesuras Curtis                                                 | AC-840                                 |
| 133      | 567         | Betanzos (Süd)-Mabegondo-Ferrol                                          | Betanzos (Süd)-Mabegondo-Ferrol                                    | AC-542 N-651                           |
| 134      | 568         | A Coruña-Ferrol-Santiago de Compostela                                   | A Coruña-Ferrol-Santiago de Compostela                             | E-70, E-1 AP-9 Zoll                    |
| 135      | 573         | via de servicio Mabegondo-Carral                                         | via de servicio Mabegondo-Carral                                   | AC-542                                 |
| 136      | 583         | via de servicio Santiago de Compostela-Cambre                            | via de servicio Santiago de Compostela-Cambre                      | N-550                                  |
| 137      | 586         | A Coruña Flughafen A Coruña Culleredo-Ledoño                             | A Coruña Flughafen A Coruña Culleredo-Ledoño                       | AC-14 AC-523                           |
| 138      | 589         | Uxes-Orro-Culleredo                                                      | Uxes-Orro-Culleredo                                                |                                        |
| 139      | 593         | Arteixo Carballo                                                         |                                                                    | AC-551 AG-55 AC-15                     |
| 140      |             | Ende der Autobahn weiter Richtung AC-551Arteixo AG-55 Carballo-A Coruña  | Arteixo                                                            | AC-551                                 |

## Größere Städte an der Autobahn
- Madrid
- Tordesillas
- Benavente
- Astorga
- Ponferrada
- Lugo
- Arteixo